# 清醒 (专辑)
《清醒》是中国音乐人郭峰的录音室专辑，于1994年由新加坡海蝶唱片公司发行。专辑共收录十首作品，除《茉莉花》为中国地方民歌外，其余九首都为郭峰作曲。其中与陈洁仪合唱的歌曲《心会跟爱一起走》是郭峰的代表作之一，最初和《不要》一起作为新加坡歌手陈洁仪于1993年发行的个人专辑《不要伤了和气》中的主打歌发行。

## 曲目
| 顺序 | 歌名               | 演唱         | 作曲 | 作词   |
| ---- | ------------------ | ------------ | ---- | ------ |
| 01   | 清醒               | 郭峰         | 郭峰 | 郭峰   |
| 02   | 走开               | 郭峰         | 郭峰 | 何启弘 |
| 03   | 不要               | 郭峰         | 郭峰 | 许常德 |
| 04   | 我爱的人和爱我的人 | 郭峰         | 郭峰 | 许常德 |
| 05   | 茉莉花             | 郭峰         | 佚名 | 佚名   |
| 06   | 新夜来香           | 郭峰         | 郭峰 | 苏昌特 |
| 07   | 放心不下           | 郭峰         | 郭峰 | 许常德 |
| 08   | 情流               | 郭峰         | 郭峰 | 郭峰   |
| 09   | 爱我的心           | 郭峰         | 郭峰 | 郭峰   |
| 10   | 心会跟爱一起走     | 郭峰、陈洁仪 | 郭峰 | 邢增华 |

## 制作人员
- 作曲：郭峰
- 作词：郭峰、何启弘、许常德、苏昌特、邢增华
- 编曲：郭峰
- 制作人：许环良

## 唱片版本
- 卡带版
- CD版

## 获奖
歌曲《心会跟爱一起走》于1994年获北京音乐台颁发的《中国歌曲排行榜》年度十大金曲奖，并在2004年《音乐周刊》发布的“《音乐周刊》：十年排行榜百首金曲总排名”中位列第60位。